# يو إف سي على فوكس: فانزانت ضد واترسون
يو إف سي على فوكس: فانزانت ضد واترسون (بالإنجليزية: UFC on Fox: VanZant vs. Waterson)‏ هو حدث لفنون القتال المختلطة نظمته يو إف سي، أُقيم في 17 ديسمبر 2016، على غولدن 1 سنتر في ساكرامنتو، كاليفورنيا، الولايات المتحدة.